# Sayuki

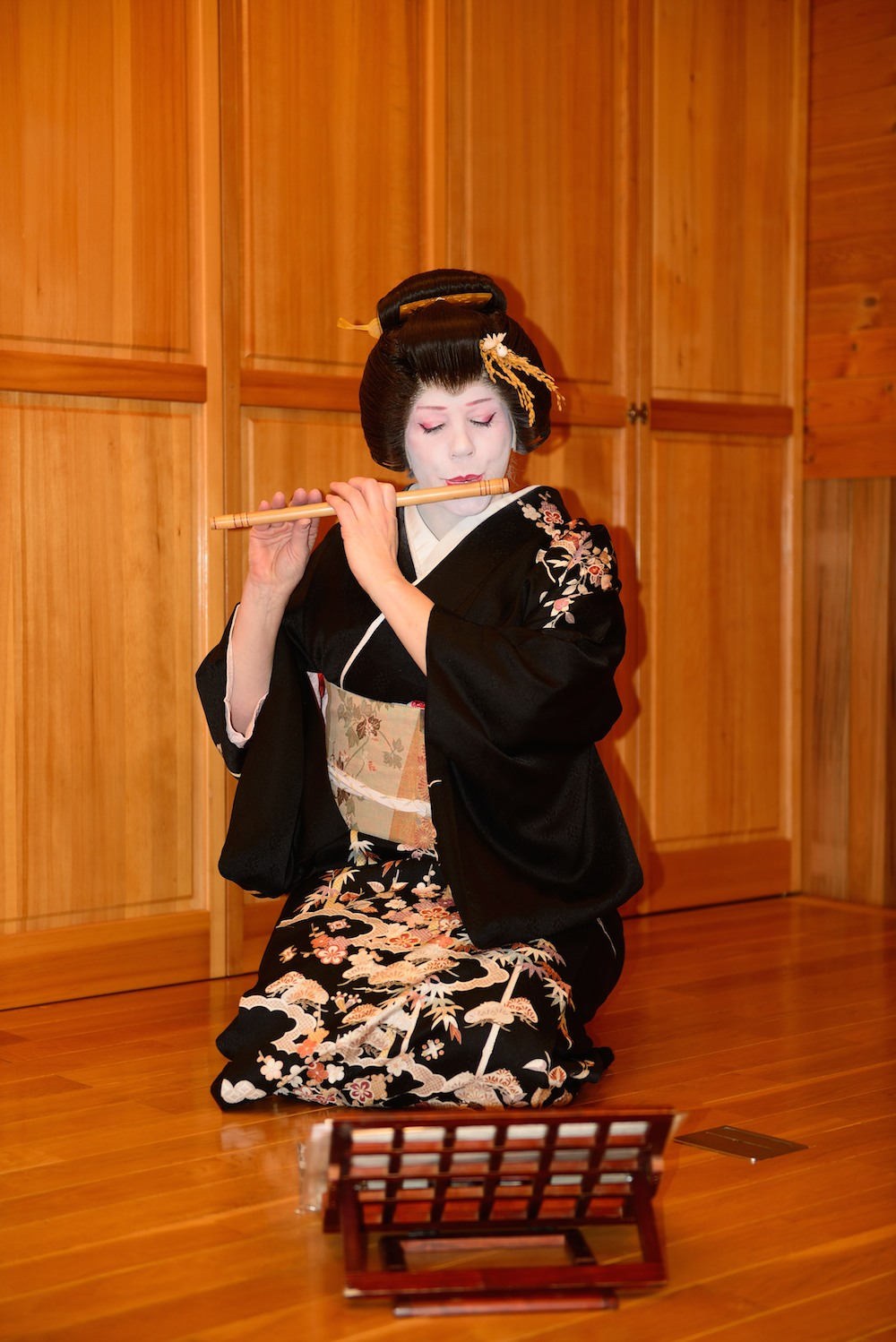
Sayuki mit Bambusflöte

Sayuki (jap. 紗幸; * 16. September 1961 in Melbourne als Fiona Graham; † 26. Januar 2023) war eine australische Anthropologin und Geisha, die in Tokio arbeitete.
Im Dezember 2007, nach einem Jahr der Vorbereitung und des Trainings (was die normale Trainingszeit für Geisha in Tokyo darstellt), debütierte Sayuki offiziell als Geisha im Bezirk Asakusa in Tokio. Sayuki gilt als die erste westliche Geisha in der japanischen Geschichte. Sayuki hatte Unterricht in verschiedenen Künsten, aber ihre Hauptkunst war yokobue (japanische Bambusflöte). Sie arbeitete als Geisha im traditionellen Bezirk Fukagawa in der Präfektur Tokio.

## Akademische Karriere
Sayuki hatte einen Doktortitel in Sozialanthropologie und einen MBA, beide von der Universität Oxford. Ihre ersten Diplome in Psychologie und für Lehrtätigkeit erhielt sie an der Keiō-Universität in Tokio. Sie betrieb Feldforschung in japanischen Firmen, Tokios Nachtleben, mit traditionellen japanischen Sportmannschaften und in der Welt der japanischen Anime- und Populärkultur. Ursprünglich wurde sie zur Geisha als Teil eines akademischen Projektes, ging diesem Beruf allerdings weiter nach.

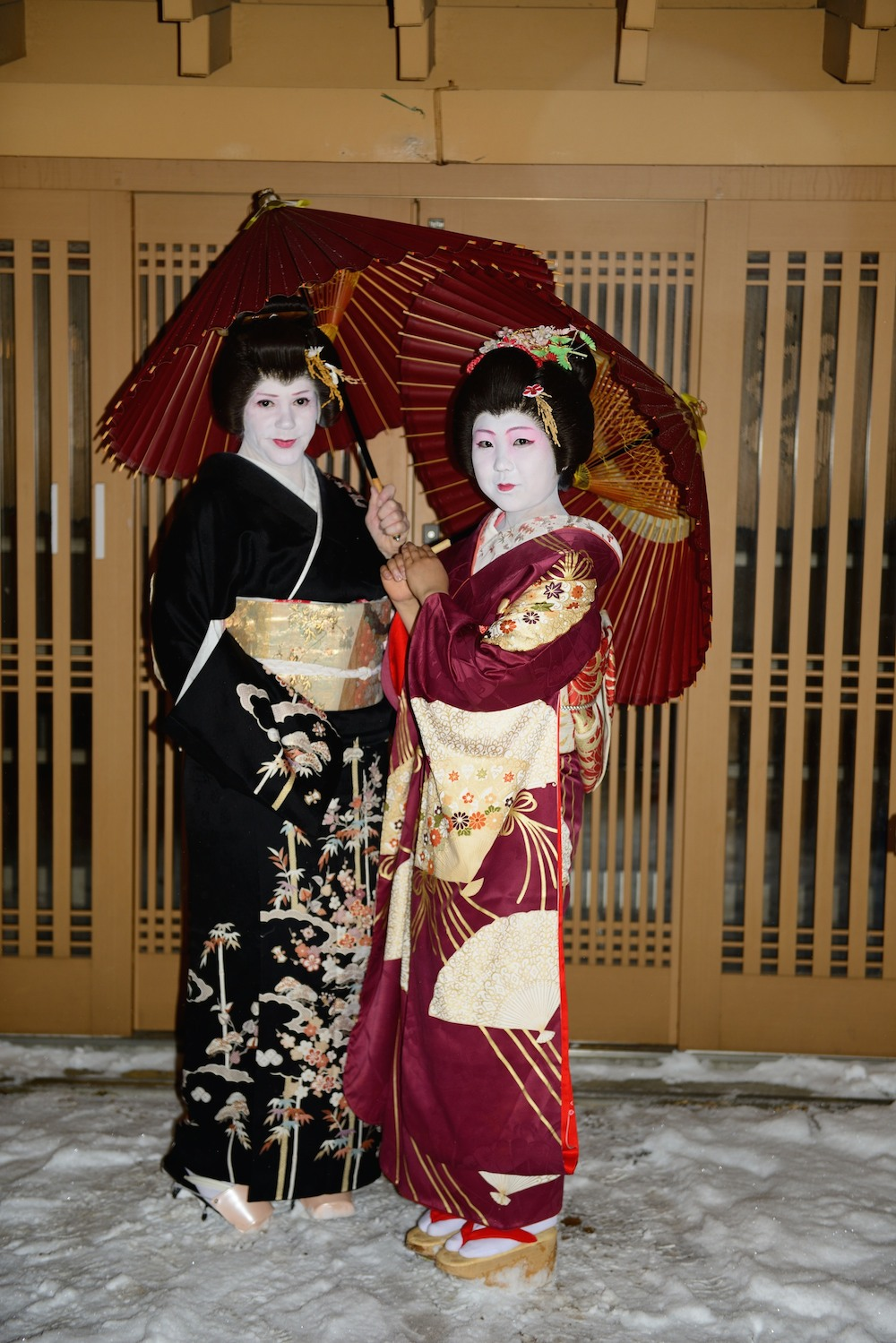
Sayuki in Tokyo

## Weitere Tätigkeiten
Sayuki startete außerdem eine Anzahl von Initiativen, die es Ausländern in Japan ermöglichen, einfacher ein Geisha-Bankett zu besuchen, indem sie über ihre Website buchen. Außerdem versuchte sie, die Geisha-Kultur den Menschen auch im Ausland näher zu bringen, indem sie nach Übersee reiste und Bankette in anderen Ländern abhielt. 2011 eröffnete sie ein Kimono-Geschäft.

## Medien
Sayuki wurde in einem Beitrag der Fernsehsendung The Oprah Winfrey Show im Februar 2010 vorgestellt. Die Modezeitschrift Marie Claire berichtete ebenfalls im November 2009 über sie.

## Werke
- Fiona Graham: Inside the Japanese Company. RoutledgeCurzon, New York, London 2003. ISBN 0-415-30670-1
- Fiona Graham: A Japanese Company In Crisis: Ideology, Strategy, And Narrative (Contemporary Japan).  RoutledgeCurzon, New York, London 2005. ISBN 0-415-34685-1
- Fiona Graham: Playing at Politics: an ethnography of the Oxford Union. Dunedin Academic Press, Edinburgh 2005. ISBN 1-903765-52-8